# 滋賀県立栗東高等学校
滋賀県立栗東高等学校（しがけんりつ りっとうこうとうがっこう）は、滋賀県栗東市小野に所在する公立の高等学校。

## 設置学科
- 普通科
- 美術科（1学年あたり40名）

年々生徒数は減少しており、現在では普通科3クラス、美術科1クラスの計4クラスである。

## 沿革
- 1974年（昭和49年） - 創立（普通科）。
- 1995年（平成7年） - 美術科設置

## 特色
滋賀県内で唯一の美術科がある。
また、部活動やサークルが活発で、体操部、レスリング部、テニス部女子、馬術部、水泳部等が功績を残し、マンガ・アニメ同好会など異色の部会を有する。

## 著名な出身者
- 柴田博之 - 元プロ野球選手
- 高澤空男 - 劇団代表
- 竹村健 - 政治家。栗東市長、前滋賀県議会議員
- 鷹野麿衛 - 実業家
- 中瀬卓也 - 体操選手
- 小林豊 - 俳優
- 清水久詞 - 中央競馬調教師。1年生時のみ馬術部に所属[1]。
- 黒川彩子 -BBC

## 交通

### バス
- JR草津線手原駅より帝産湖南交通で栗東高校停留所下車。

### 電車
- JR草津線手原駅より徒歩約15分

## 部活動
(運動系統部)
・レスリング
・体操
・馬術
・水泳
・バスケットボール(男子)
・バスケットボール(女子)
・バレーボール(女子)
・野球
・サッカー
・硬式テニス(男子)
・硬式テニス(女子)
・アーチェリー
・卓球同好会
(文化系統部)
・吹奏楽
・美術
・演劇
・マンガアニメ同好会
・華道
・書道
・生徒会

## 不祥事
- 2019年、女子生徒が月経を理由に水泳の授業を見学する際に、生理が理由で見学することを口頭で体育教員に伝えさせていたことが報道された。少なくとも4 - 5年前から行われており、ほかの教員や生徒の前で日数を言わせることもあったという。同年6月13日に保護者から苦情を受けた滋賀県教育委員会が人権に配慮するよう高校に指導し、同校としては、配慮に欠ける面があったとして、届出の方法を変更したいとしている[2]。